# Ghatophryne ornata
Espèce
Synonymes
- Ansonia ornata Günther, 1876 "1875"
- Bufo pulcher Boulenger, 1882

Statut de conservation UICN

 EN B1ab(iii) : En danger
Ghatophryne ornata est une espèce d'amphibiens de la famille des Bufonidae.

## Répartition
Cette espèce est endémique du Karnataka en Inde. Elle se rencontre à environ 1 000 m d'altitude dans les Ghâts occidentaux dans les districts de Dakshina Kannada, de Kodagu et de Hassan.

## Description

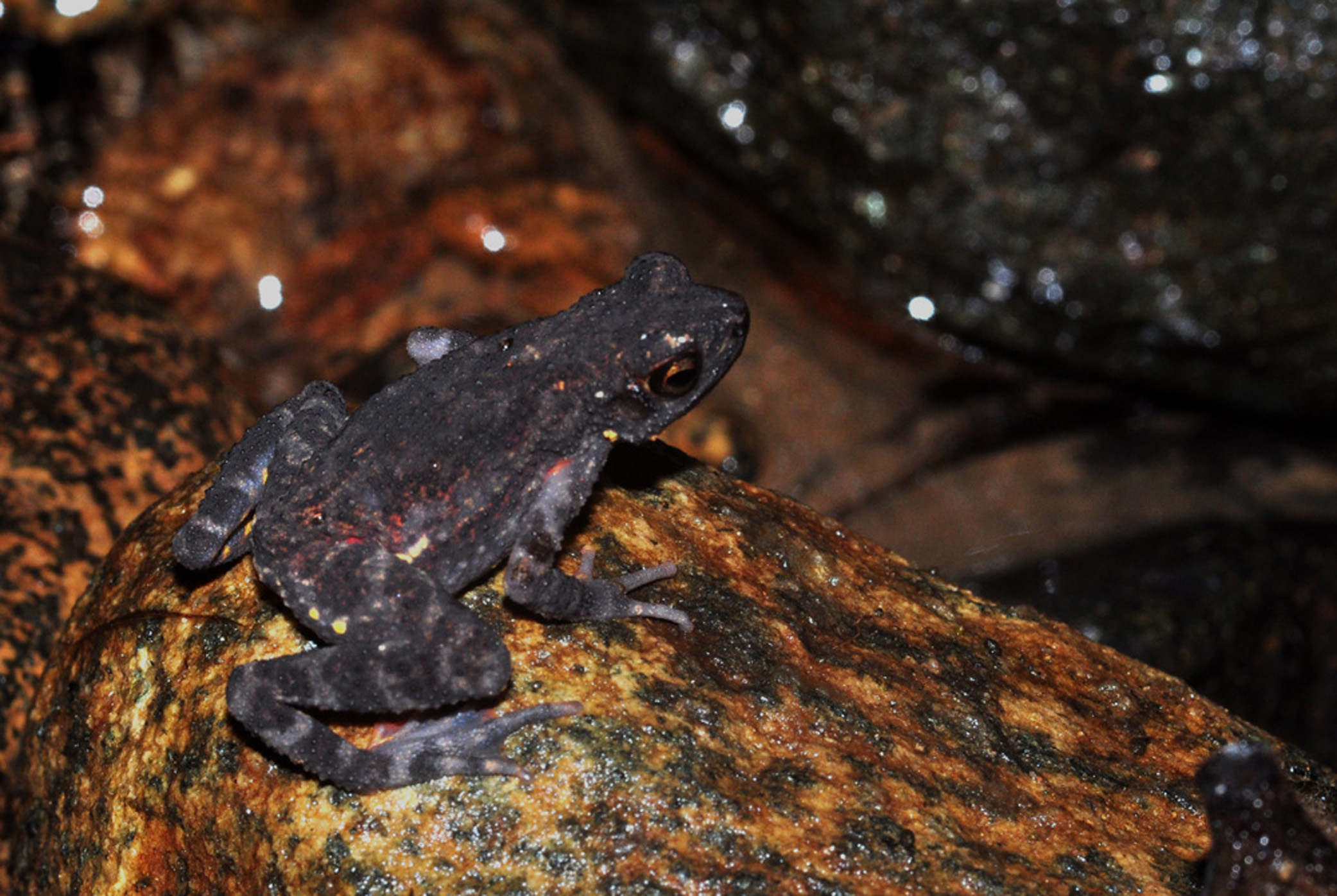
Ghatophryne ornata

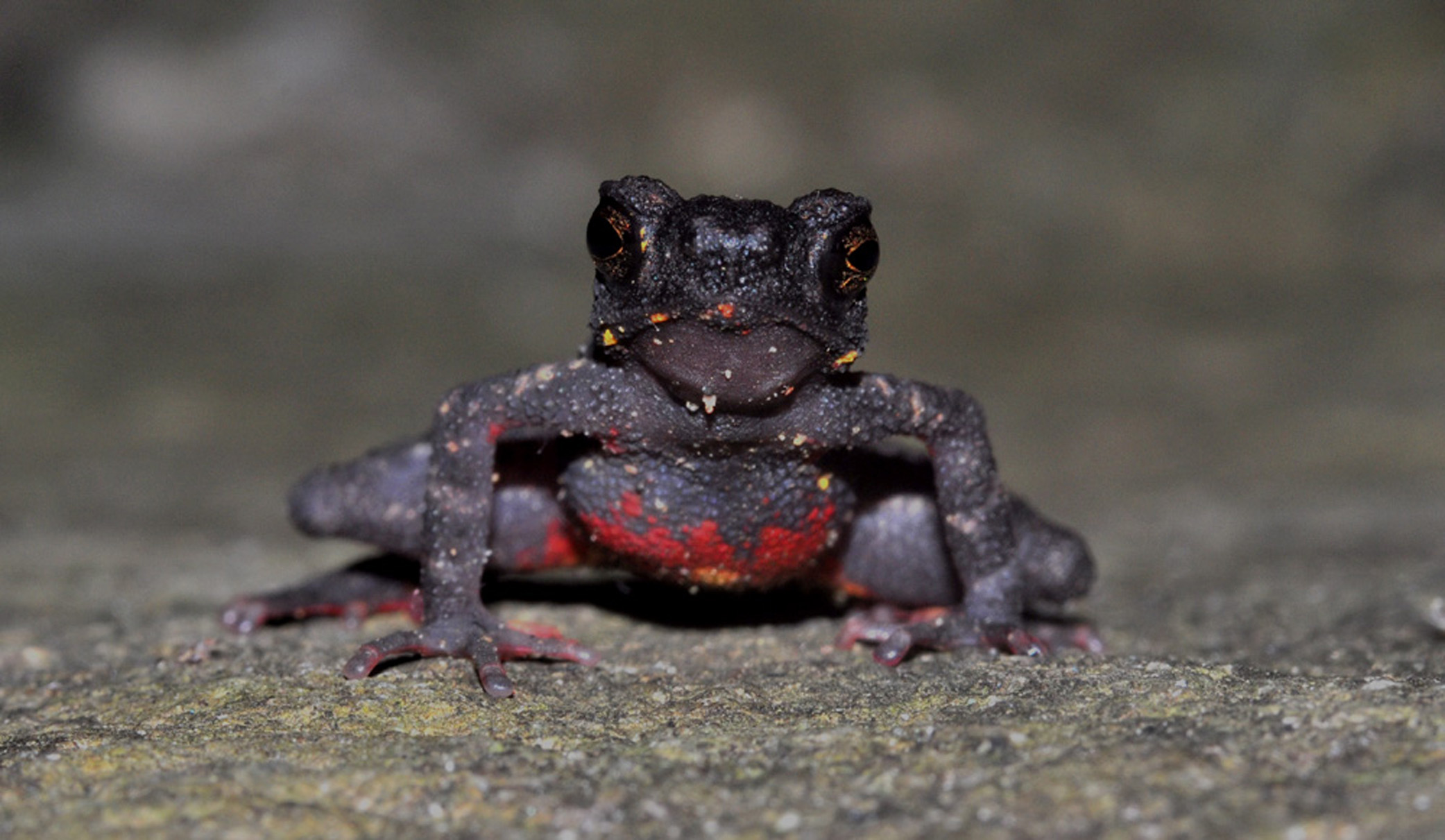
Ghatophryne ornata

Ghatophryne ornata mesure de 28 à 32 mm

## Publication originale
- Günther, 1876 "1875" : Third report on collection of Indian reptiles obtained by British Museum. Proceedings of the Zoological Society of London, vol. 1875, p. 567-577 (texte intégral).